# Anhídrido trifluorometansulfónico

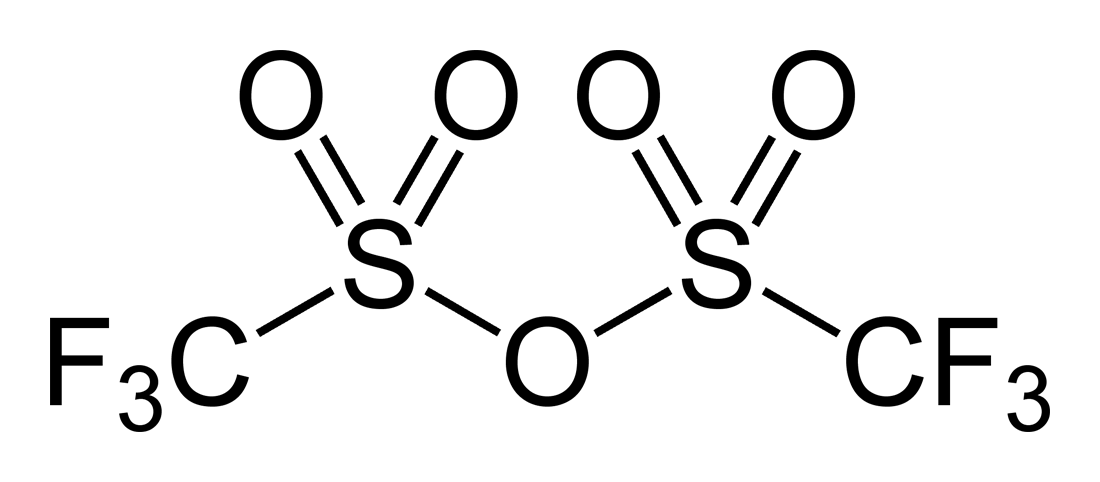
El ácido trifluorometanosulfónico, también conocido como ácido tríflico, TFMS, TFSA, HOTf o TfOH, es un ácido sulfónico con la fórmula química CF3SO3H. Es uno de los ácidos más fuertes. El ácido tríflico se utiliza principalmente en la investigación como catalizador para la esterificación. Es un líquido higroscópico, incoloro, ligeramente viscoso y es soluble en disolventes polares.

El anhídrido tríflico es el compuesto químico con fórmula (CF3SO2)2O. Este compuesto es un electrófilo particularmente fuerte, muy útil para introducir el grupo triflilo, CF3SO2. El anhídrido tríflico es el anhídrido de ácido del ácido fuerte ácido tríflico, CF3SO2OH.
Puede distinguirse por espectroscopia 19F-NMR: −72.6 ppm vs. -77.3 para TfOH (std CFCl3).

## Preparación
El compuesto se prepara por deshidratación del ácido tríflico usando pentóxido de fósforo:
2CF3SO2OH + P4O10 → [CF3SO2]2O  +  P4O9(OH)2

## Usos ilustrativos
En una aplicación representativa, se le usa para convertir una imina en un grupo NTf.
El anhídrido tríflico convertirá a los fenoles en ésteres de triflato, lo que permite la ruptura del enlace C-O.